# Savigné-sous-le-Lude
Pour les articles homonymes, voir Savigné (homonymie).
Savigné-sous-le-Lude est une commune française, située dans le département de la Sarthe en région Pays de la Loire, peuplée de 447 habitants.
La commune fait partie de la province historique de l'Anjou, et se situe dans le Baugeois.

## Géographie

### Localisation

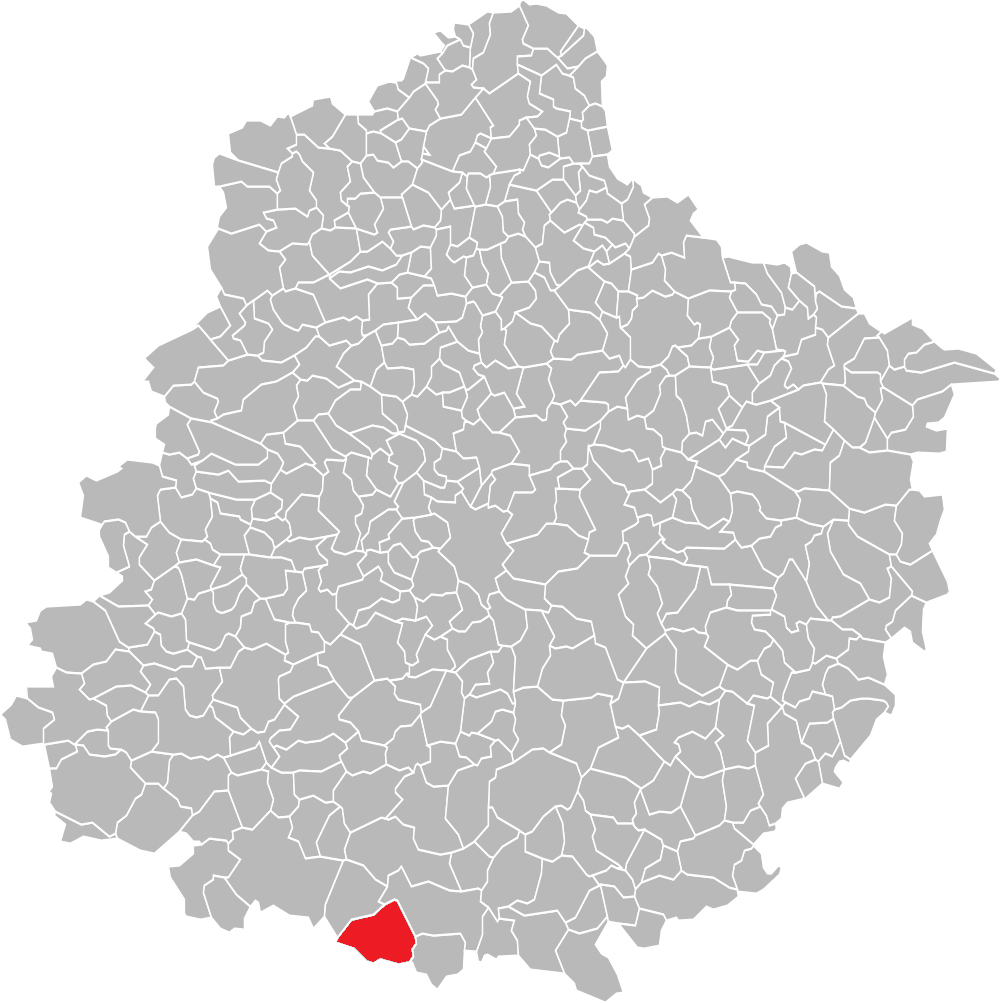
Situation de la commune de Savigné-sous-le-Lude dans le département de la Sarthe.

Savigné-sous-le-Lude, commune du sud du département de la Sarthe, est située au cœur du Maine angevin. Le village se trouve, en distances orthodromiques, à 43,4 km au sud-ouest du Mans, la préfecture du département, et à 7,9 km au sud-ouest du Lude, la ville la plus proche. Les communes limitrophes sont Dissé-sous-le-Lude, Thorée-les-Pins, Le Lude, ainsi que Chigné, Genneteil et Vaulandry dans le département de Maine-et-Loire.
| Thorée-les-Pins            | Le Lude                    | Le Lude                 |
| Vaulandry (Maine-et-Loire) | Savigné-sous-le-Lude       | Dissé-sous-le-Lude      |
| Genneteil (Maine-et-Loire) | Genneteil (Maine-et-Loire) | Chigné (Maine-et-Loire) |

### Géologie et relief
La superficie de la commune est de 3 384 hectares. L'altitude varie entre 38 et 89 mètres. Le point le plus bas se situe sur le ruisseau des Cartes, à l'ouest, à la limite communale avec Thorée-les-Pins. Le point le plus haut se trouve au nord-ouest, à proximité du lieu-dit le Petit-Beauverger.

### Hydrographie
Le principal cours d'eau de Savigné-sous-le-Lude est la Vésotière, qui coule sud vers l'ouest. La Vésotière est un affluent du ruisseau des Cartes, lui-même affluent du Loir, borde la commune à l'ouest. Le Gué-de-Bré, un autre affluent du ruisseau des Cartes, traverse la commune au sud-ouest sur une courte distance. Enfin, le ruisseau de Ris-Oui, affluent du Loir, coule à l'est de Savigné-sous-le-Lude.

### Climat
Pour des articles plus généraux, voir Climat des Pays de la Loire et Climat de la Sarthe.
En 2010, le climat de la commune est de type climat océanique altéré, selon une étude du CNRS s'appuyant sur une série de données couvrant la période 1971-2000. En 2020, Météo-France publie une typologie des climats de la France métropolitaine dans laquelle la commune est exposée à un climat océanique et est dans la région climatique  Moyenne vallée de la Loire, caractérisée par une bonne insolation (1 850 h/an) et un été peu pluvieux. 
Pour la période 1971-2000, la température annuelle moyenne est de 11,5 °C, avec une amplitude thermique annuelle de 14,6 °C. Le cumul annuel moyen de précipitations est de 691 mm, avec 11,4 jours de précipitations en janvier et 6,4 jours en juillet. Pour la période 1991-2020, la température moyenne annuelle observée sur la station météorologique de Météo-France la plus proche, sur la commune de Thorée-les-Pins à 8 km à vol d'oiseau, est de 12,1 °C et le cumul annuel moyen de précipitations est de 744,6 mm,. Pour l'avenir, les paramètres climatiques de la commune estimés pour 2050 selon différents scénarios d'émission de gaz à effet de serre sont consultables sur un site dédié publié par Météo-France en novembre 2022.

### Voies de communication et transports
La commune de Savigné-sous-le-Lude est desservie par la RD 305, qui relie Le Lude à Baugé. Elle traverse la commune sur un axe nord-sud. À l'ouest, la RD 104 arrive en provenance de La Flèche. Elle repart vers l'est en direction de Dissé-sous-le-Lude. Enfin, la RD 257, qui relie Le Lude à Genneteil, traverse la commune sans desservir directement le bourg.

## Urbanisme

### Typologie
Au 1er janvier 2024, Savigné-sous-le-Lude est catégorisée commune rurale à habitat dispersé, selon la nouvelle grille communale de densité à sept niveaux définie par l'Insee en 2022.
Elle est située hors unité urbaine. Par ailleurs la commune fait partie de l'aire d'attraction de La Flèche, dont elle est une commune de la couronne,. Cette aire, qui regroupe 11 communes, est catégorisée dans les aires de moins de 50 000 habitants,.

### Occupation des sols
L'occupation des sols de la commune, telle qu'elle ressort de la base de données européenne d’occupation biophysique des sols Corine Land Cover (CLC), est marquée par l'importance des territoires agricoles (67,4 % en 2018), une proportion identique à celle de 1990 (67,4 %). La répartition détaillée en 2018 est la suivante : 
prairies (31,2 %), forêts (30,5 %), terres arables (23,4 %), zones agricoles hétérogènes (8,8 %), cultures permanentes (4 %), eaux continentales (0,9 %), zones urbanisées (0,8 %), milieux à végétation arbustive et/ou herbacée (0,4 %). L'évolution de l’occupation des sols de la commune et de ses infrastructures peut être observée sur les différentes représentations cartographiques du territoire : la carte de Cassini (XVIIIe siècle), la carte d'état-major (1820-1866) et les cartes ou photos aériennes de l'IGN pour la période actuelle (1950 à aujourd'hui).

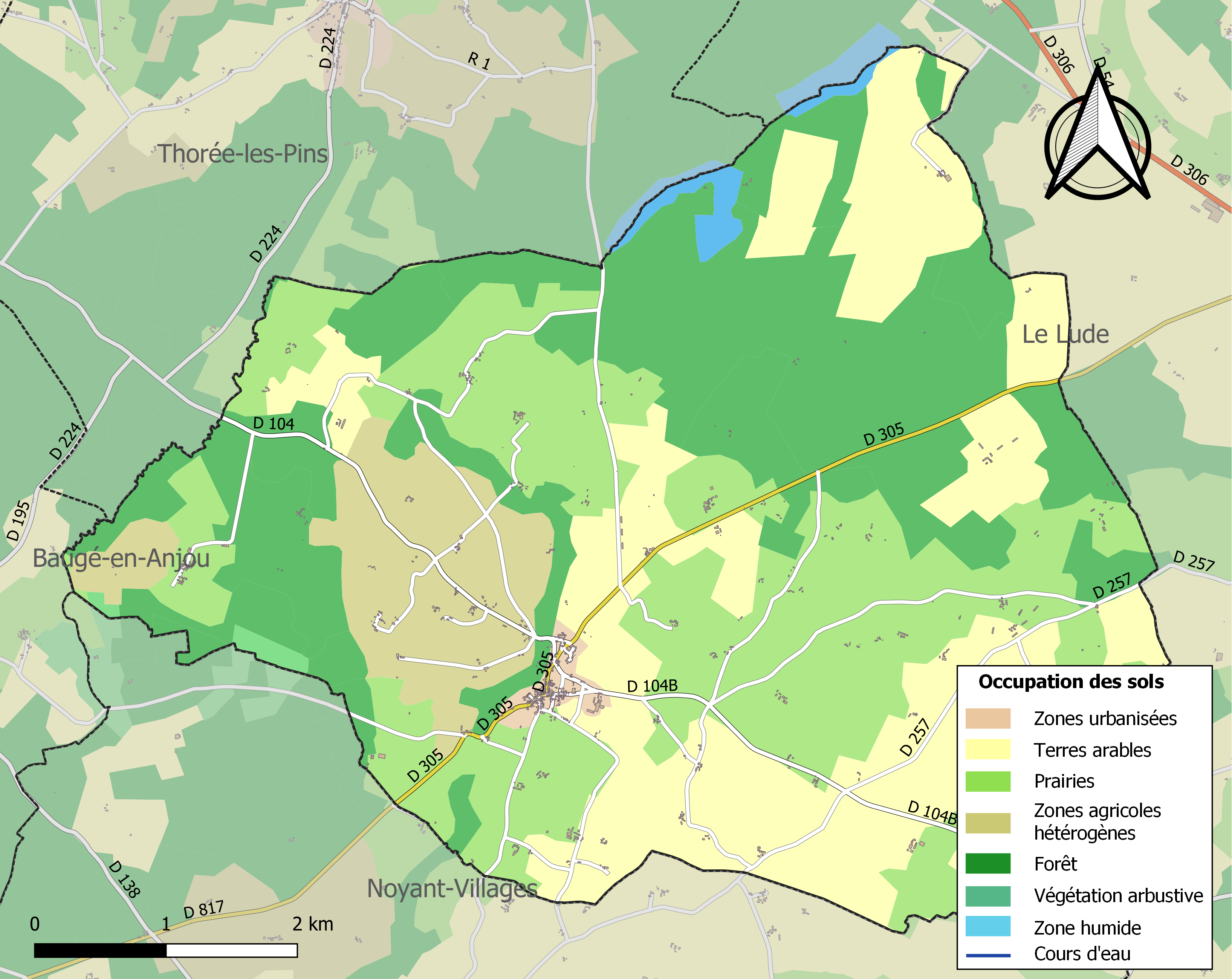
Carte des infrastructures et de l'occupation des sols de la commune en 2018 (CLC).

## Toponymie
Le nom de la localité est attesté sous la forme Saviniacus en 1076. Le toponyme serait issu de l'anthroponyme latin Sabinius.
Le gentilé est Savignéen.

## Histoire
La seigneurie de Savigné était l'une des sept châtellenies qui formaient la prévôté temporelle de l'église Saint-Martin de Tours.
Il y avait aussi neuf fiefs sur le territoire de Savigné.
Sous l'Ancien Régime, la commune dépendait de la sénéchaussée angevine de Baugé et du tribunal spécial ou « grenier à sel » du Lude.

## Politique et administration
| Période                                  | Période    | Identité       | Étiquette | Qualité           |
| ---------------------------------------- | ---------- | -------------- | --------- | ----------------- |
| ?                                        | mars 2001  | Guy Hérin      |           |                   |
| mars 2001                                | mars 2008  | Daniel Dias    |           | Agent de maîtrise |
| mars 2008                                | avril 2014 | Danielle Féron | SE        | Sans profession   |
| avril 2014                               | En cours   | Lydia Robineau | SE        | Retraitée         |
| Les données manquantes sont à compléter. |            |                |           |                   |

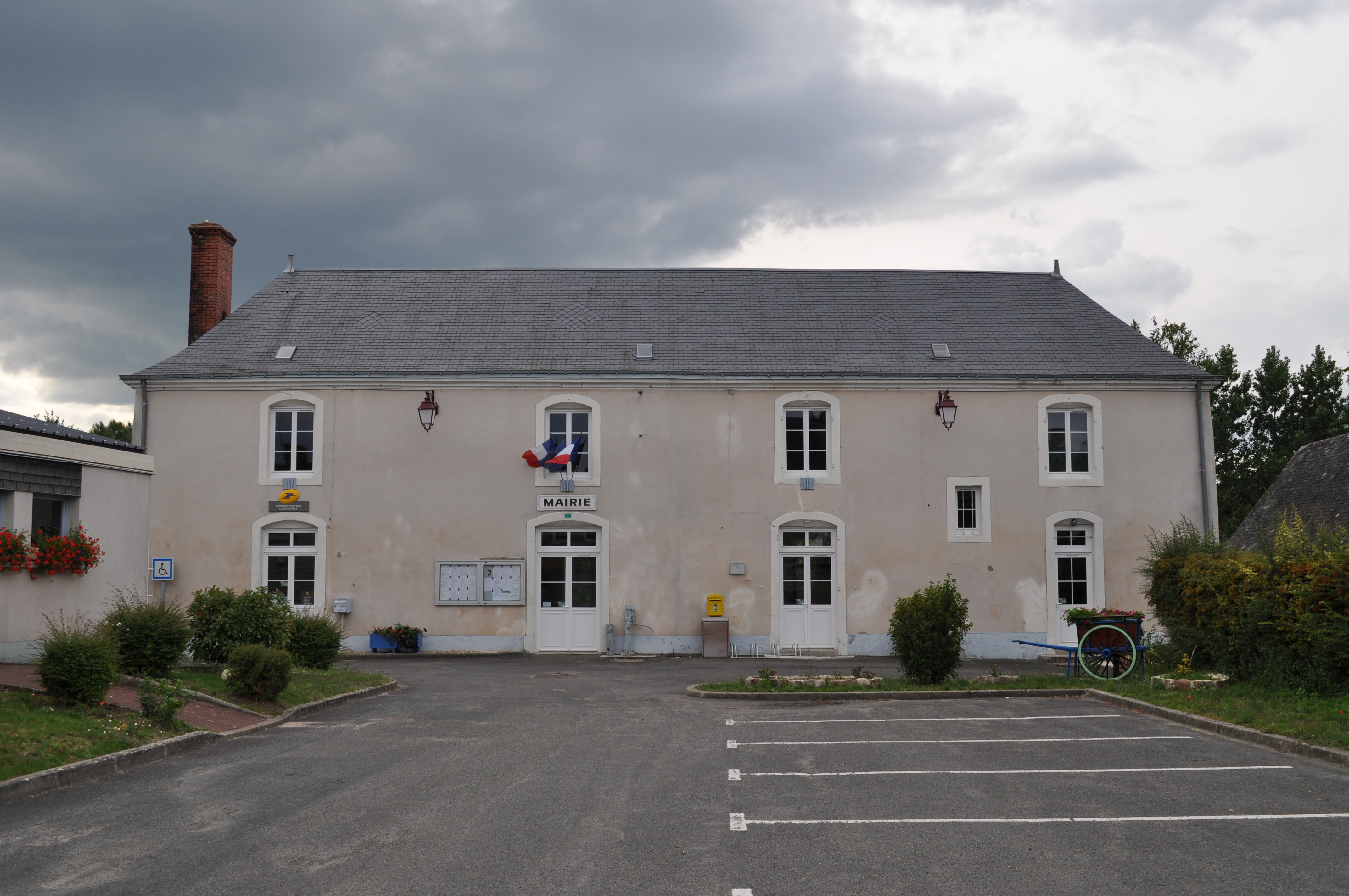
La mairie.

Le conseil municipal est composé de onze membres dont le maire et trois adjoints
.

## Démographie
L'évolution du nombre d'habitants est connue à travers les recensements de la population effectués dans la commune depuis 1793. Pour les communes de moins de 10 000 habitants, une enquête de recensement portant sur toute la population est réalisée tous les cinq ans, les populations de référence des années intermédiaires étant quant à elles estimées par interpolation ou extrapolation. Pour la commune, le premier recensement exhaustif entrant dans le cadre du nouveau dispositif a été réalisé en 2007.
En 2022, la commune comptait 447 habitants, en évolution de +3,95 % par rapport à 2016 (Sarthe : −0,25 %, France hors Mayotte : +2,11 %).
Savigné-sous-le-Lude a compté jusqu'à 1 429 habitants en 1831.
| 1793  | 1800  | 1806  | 1821  | 1831  | 1836  | 1841  | 1846  | 1851  |
| ----- | ----- | ----- | ----- | ----- | ----- | ----- | ----- | ----- |
| 1 041 | 1 009 | 1 122 | 1 227 | 1 429 | 1 300 | 1 229 | 1 176 | 1 114 |

| 1856  | 1861  | 1866  | 1872  | 1876  | 1881  | 1886 | 1891 | 1896 |
| ----- | ----- | ----- | ----- | ----- | ----- | ---- | ---- | ---- |
| 1 123 | 1 087 | 1 143 | 1 047 | 1 073 | 1 043 | 991  | 967  | 994  |

| 1901 | 1906 | 1911 | 1921 | 1926 | 1931 | 1936 | 1946 | 1954 |
| ---- | ---- | ---- | ---- | ---- | ---- | ---- | ---- | ---- |
| 941  | 966  | 917  | 809  | 766  | 749  | 719  | 643  | 645  |

| 1962 | 1968 | 1975 | 1982 | 1990 | 1999 | 2006 | 2007 | 2012 |
| ---- | ---- | ---- | ---- | ---- | ---- | ---- | ---- | ---- |
| 616  | 555  | 493  | 453  | 439  | 470  | 442  | 438  | 435  |

| 2017 | 2022 | - | - | - | - | - | - | - |
| ---- | ---- | - | - | - | - | - | - | - |
| 429  | 447  | - | - | - | - | - | - | - |

## Économie
En 2010, le revenu fiscal médian par ménage était de 24 848 €, ce qui plaçait Savigné-sous-le-Lude au 23 380e rang parmi les 31 525 communes de plus de 39 ménages en métropole.
En 2009, la population âgée de 15 à 64 ans s'élevait à 269 personnes, parmi lesquelles on comptait 76,8 % d'actifs dont 69,2 % ayant un emploi et 7,6 % de chômeurs.
On comptait 79 emplois dans la zone d'emploi, contre 84 en 1999. Le nombre d'actifs ayant un emploi résidant dans la zone d'emploi étant de 187, l'indicateur de concentration d'emploi est de 42 %, ce qui signifie que la zone d'emploi offre un peu moins d'un emploi pour deux habitants actifs.
L'économie de la commune est fortement liée au secteur primaire. Au 31 décembre 2010, Savigné-sous-le-Lude comptait 48 établissements : 24 dans l’agriculture-sylviculture-pêche, 4 dans l'industrie, 1 dans la construction, 15 dans le commerce-transports-services divers et 4 étaient relatifs au secteur administratif.

## Lieux et monuments
- Menhir du « Loup pendu ».
- Église Saint-Loup, du XIe au XVIe siècle, dont le chœur gothique date du XIVe siècle, abrite une statue en terre cuite de saint Jean, du XVIIe siècle, réalisée par le sculpteur fléchois Nicolas Bouteiller[33], ainsi que quatre retables du XVIIIe siècle en pierre classés monuments historiques au titre d'objets en 1908[34].
- Château de Bois-Pincé, ancien manoir féodal.
- Château de la Roltière.
- Manoir du Maurier.
- Manoir de la Besnardière, du XVe ou XVIe siècle, ancien prieuré modifié avec les ruines du château de Bois-Pincé, au sud du bourg.

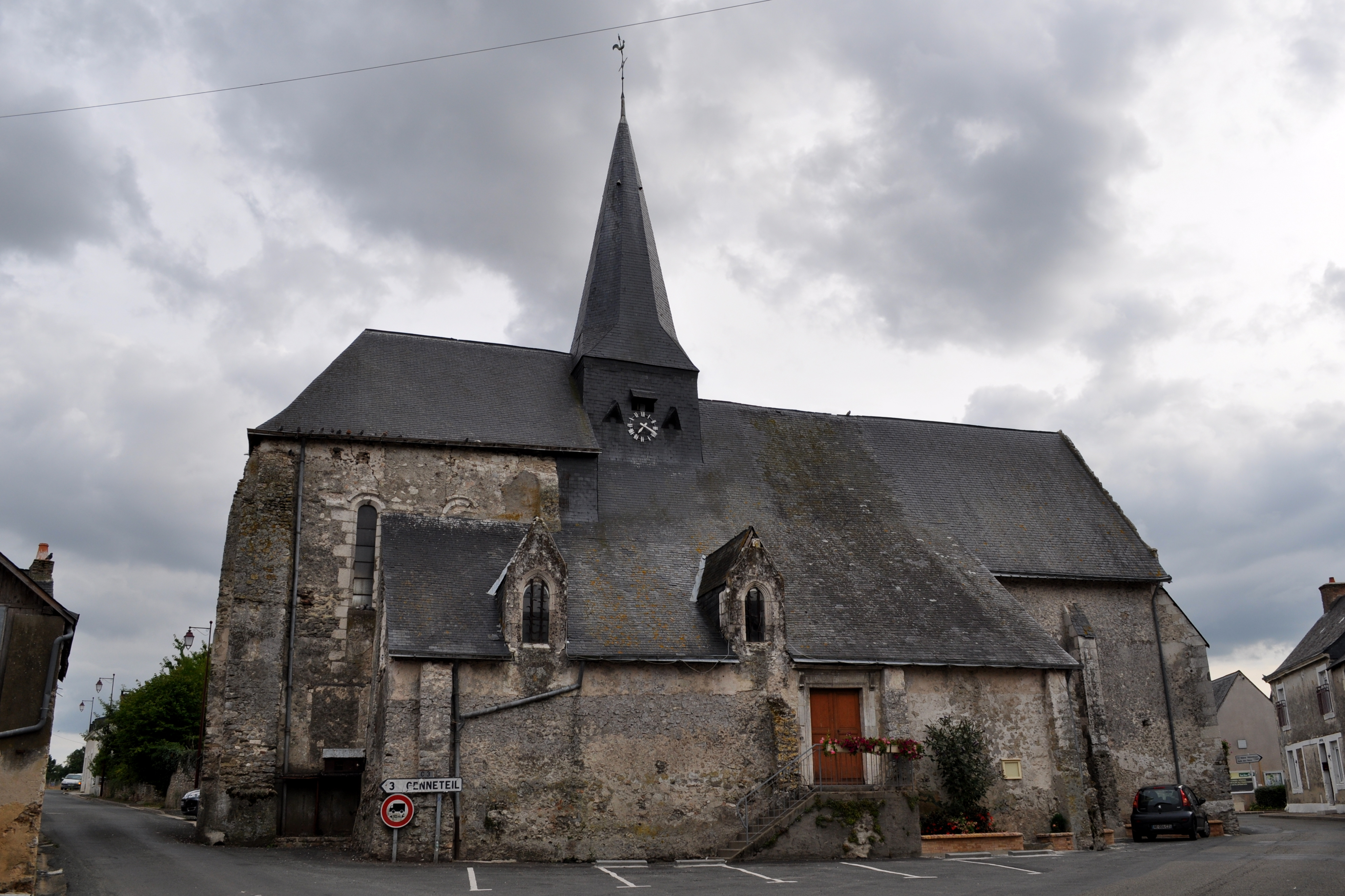
L'église Saint-Loup, façade nord.
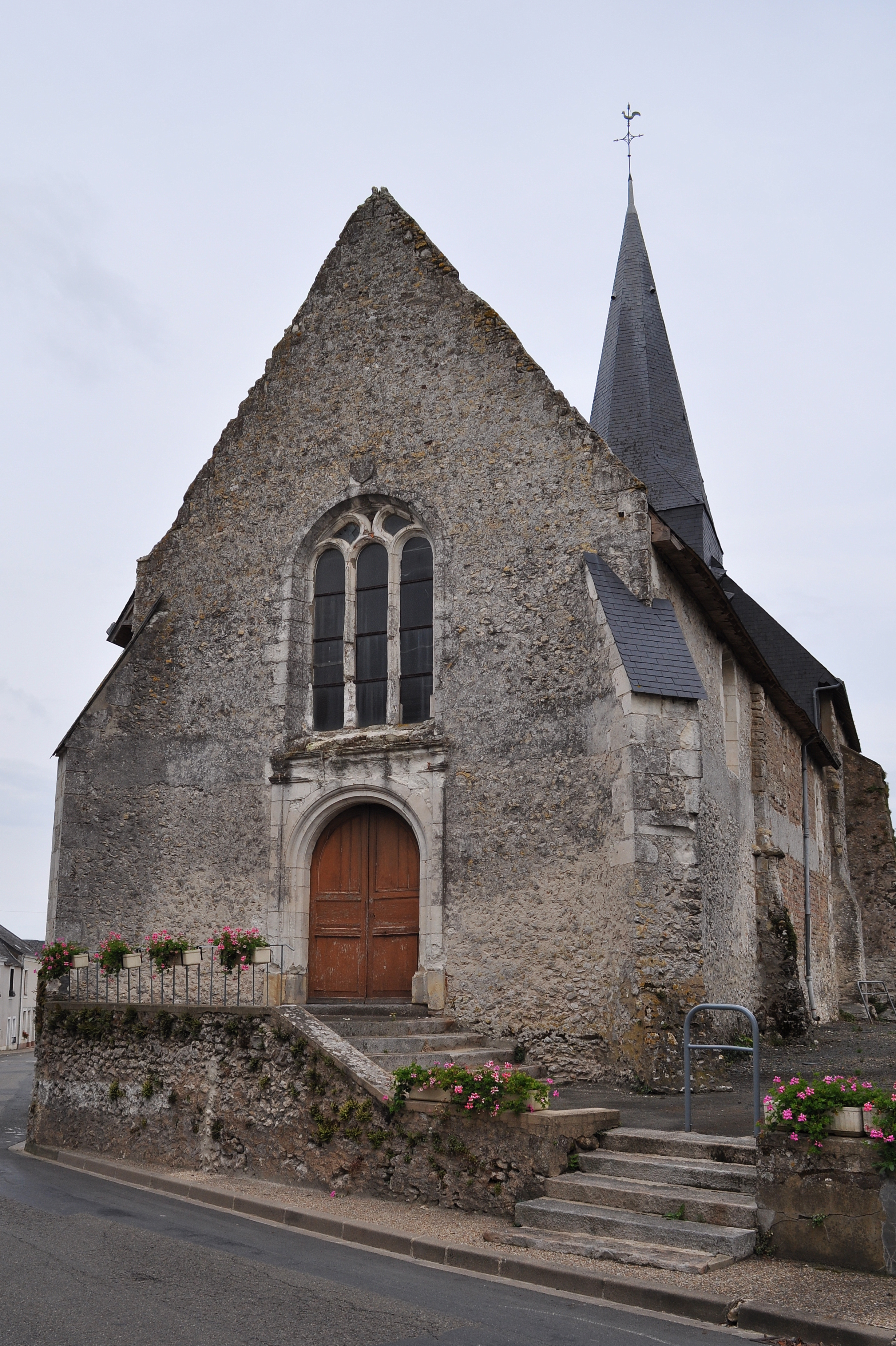
L'église Saint-Loup, pignon ouest.
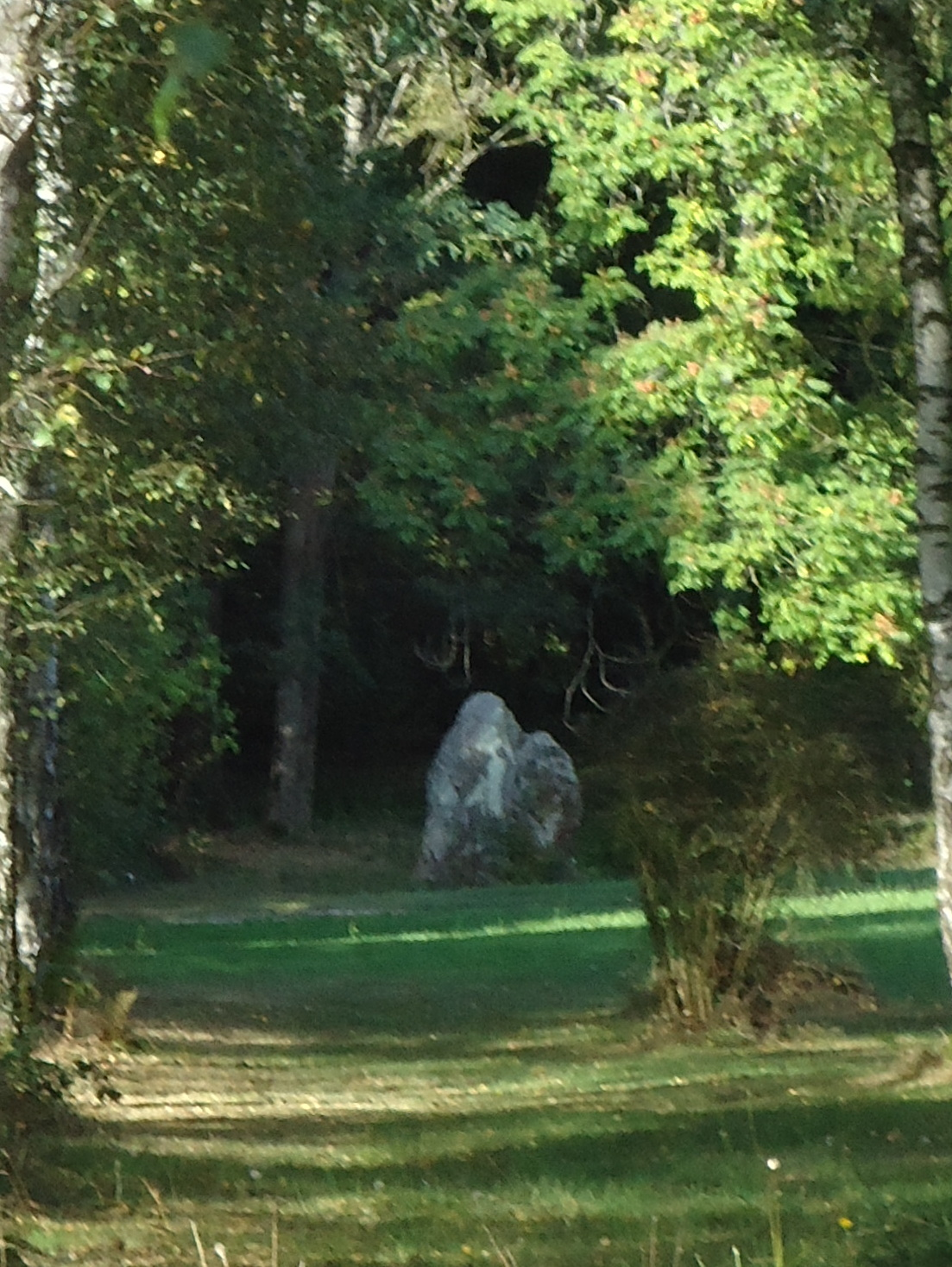
Le menhir du Loup pendu.